# 1-й Садовый мост
1-й Садо́вый мост — автодорожный металлический арочный мост через реку Мойку в Центральном районе Санкт-Петербурга, соединяющий 1-й Адмиралтейский и Спасский острова. Объект культурного наследия России федерального значения.

## Расположение
Связывает Садовую улицу с набережной Лебяжьей канавки и западной (нечётной) набережной реки Мойки. Мост находится в сосредоточении исторических мест: непосредственно у Михайловского сада, Летнего сада, Марсова поля и ансамбля Инженерного (Михайловского) замка. Образует ансамбль с расположенным рядом Нижне-Лебяжьим мостом через Лебяжью канавку.
Выше по течению находится 1-й Инженерный мост, ниже — 2-й Садовый мост.
Ближайшая станция метрополитена — «Гостиный двор».

## Название
С XVIII века носил название 2-го Цари́цынского по расположенному рядом Царицыну лугу. В начале XIX века получил название Миха́йловского, по Михайловскому (Инженерному) замку. 6 октября 1923 года получил имя «1-й Садовый мост» по примыкающим к нему с четырёх сторон зелёным насаждениям: Летний сад, Михайловский сад, сквер у Инженерного замка и Марсово поле.

## История

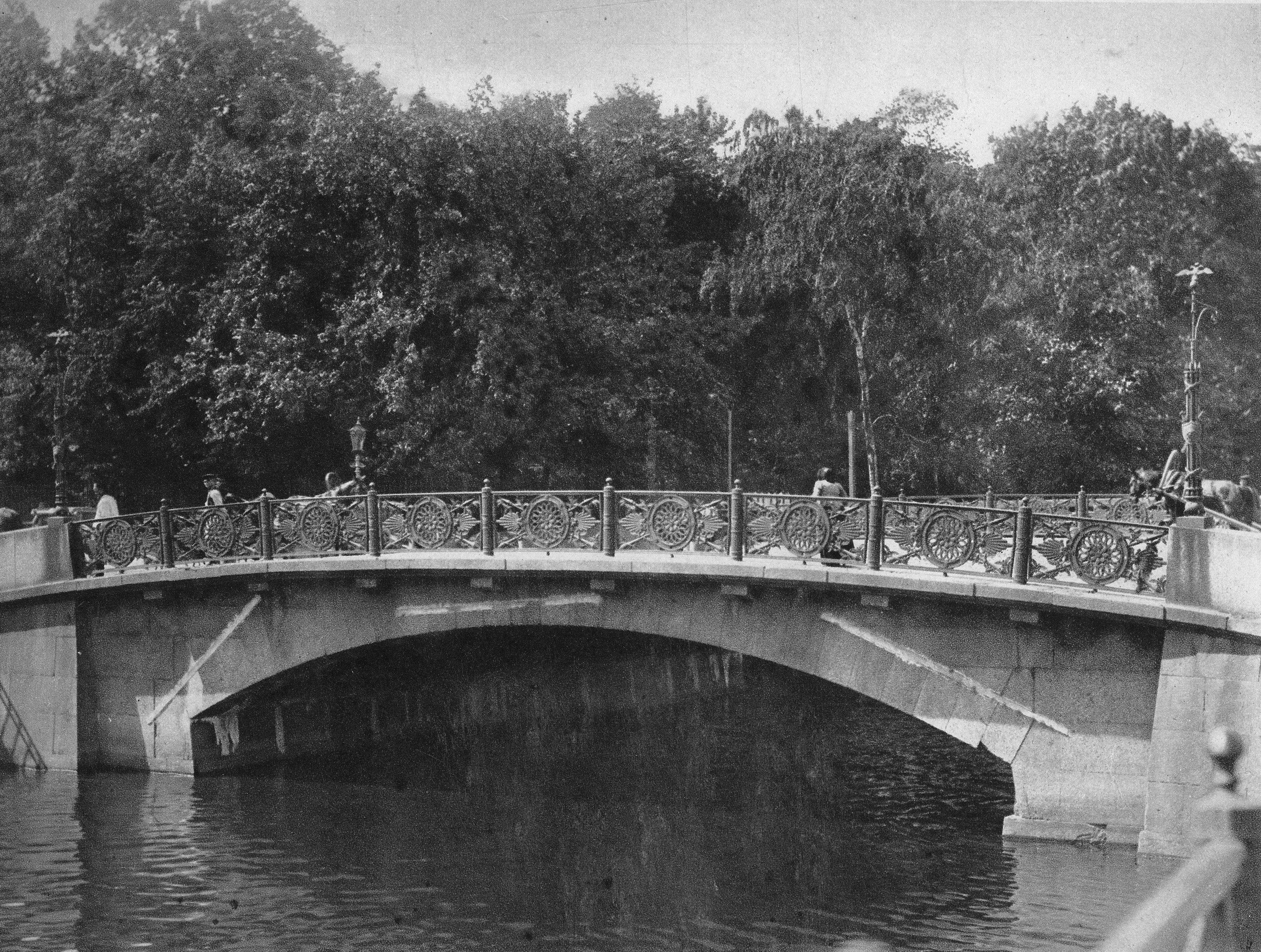
Михайловский мост до реконструкции, 1900-е

Первый деревянный мост на этом месте отмечен на плане 1716 года. Он представлял собой распространённую в то время деревянную конструкцию с подъёмной средней частью для пропуска мачтовых судов.
Прослужив более 70 лет, в 1798—1801 годах в связи с прокладкой Церковного канала у Михайловского замка мост был перестроен в однопролётный деревянный с ригельно-подкосным пролётным строением на каменных устоях. В 1835—1836 годах по проекту инженеров П. П. Базена, А. Д. Готмана и И. Ф. Буттаца он был заменён однопролётным каменным арочным мостом, имевшим лучковый пологий кирпичный свод с прокладными рядами из известняковых плит и гранитными арками по фасадам с решёткой художественного литья.
В 1905 году, в связи с намеченным открытием трамвайного движения по Садовой улице, мост был обследован комиссией инженеров. Состояние свода было признано неудовлетворительным, в нижней части свода наступило разрушение:13. В 1906—1907 годах мост был перестроен по проекту инженера А. П. Пшеницкого. Проект архитектурного оформления был разработан архитектором Л. А. Ильиным. Опоры моста были переложены (с сохранением старого свайного основания), кирпичный свод был заменён на металлические двухшарнирные арки. На время производства работ был возведён временный деревянный мост, по которому было организовано движение конки, экипажное и пешеходное движение:115.
11 августа 1906 года, во время работ по разборке пролёта старого моста, когда большая часть этой работы была уже закончена, десятник распорядился прорубить верхнюю часть свода поперёк, вместо того, чтобы разбирать его продольными полосами. Произошёл обвал кирпичного свода, в результате «находившиеся на мосту до 40 человек рабочих свалились в воду; за исключением трёх утонувших, остальные были спасены; кроме того, пострадали: рабочий Иван Лубенко, у которого оторвало обе ноги (скончался на следующий день), и 5 человек рабочих получили незначительные повреждения».

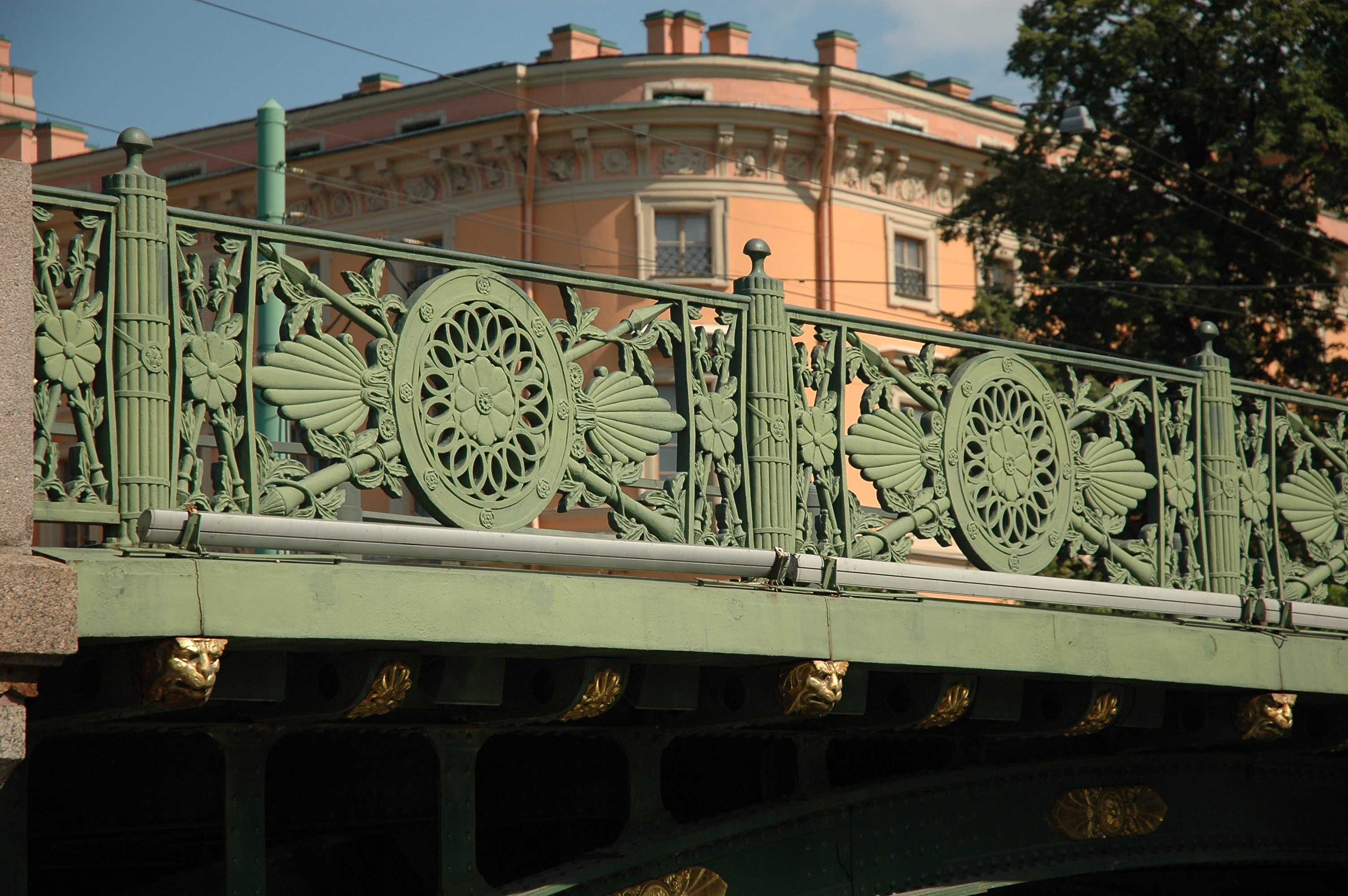
Решётка моста

Работы по перестройке моста производились комиссией городской думы по заведованию общественными работами с 1906 года до декабря 1907 года; движение по мосту было открыто в 1907 году. Технический надзор строительных работ за перестройкой моста осуществлял инженер А. И. Становой:117.
Из-за изменения кривизны пролётного строения перила старого моста не были использованы. В 1910 и 1913 годах на мосту были установлены новые чугунные решётки, в рисунке которых наряду со скрещёнными копьями есть и изображения круглых щитов. Отливки выполнялись на частном литейном заводе «Труд». Их рисунок созвучен с рисунком нижней части ворот у здания Русского музея, спроектированных К. И. Росси. Фонарные торшеры, оформленные в виде связок пик, соединённых накладками из щитов и венков, по типу близки торшерам, созданным в 1820-х годах для Суворовского плашкоутного моста.
Утраченный в годы блокады архитектурный декор был восстановлен последовательными реставрациями в 1951, 1967 и 1969 годах. Архитектурное оформление Л. А. Ильина было воссоздано с незначительными изменениями. При реставрации 1967 года декоративные накладки покрыли тонким листовым золотом.
В 2002—2003 годах проведён капитальный ремонт моста. Проект реконструкции моста был разработан ЗАО "Институт «Стройпроект» (инженер Т. Ю. Кузнецова). В ходе работ выполнен ремонт устоев, металлоконструкций моста, заменена гидроизоляция пролётных строений, выполнено устройство монолитной плиты проезжей части, уложены бесшпальные трамвайные пути, отреставрировано перильное ограждение и торшеры, позолочены детали художественного декора, установлена система художественной подсветки.